# Schizomitrium subdepressum
Schizomitrium subdepressum là một loài Rêu trong họ Hookeriaceae. Loài này được (Besch.) W.R. Buck mô tả khoa học đầu tiên năm 1985.